# New Prague
New Prague è una città degli Stati Uniti d'America, situata in Minnesota, nella Contea di Scott e in parte nella Contea di Le Sueur.